# Largo viaje
Largo viaje es una película coproducción de Chile y Argentina que se estrenó el 7 de agosto de 1967. Este largometraje fue dirigido por Patricio Kaulen, protagonizada por Emilio Gaete, Eliana Vidal y Enrique Kaulen.
Fue filmado en Valparaíso y Santiago de Chile.

## Sinopsis
Un niño de los barrios pobres de Santiago de Chile vaga por la ciudad buscando su hermano muerto recién nacido («el angelito») para devolverle las alitas que cree que perdió en su velatorio, pues sin ellas, no podría entrar al cielo.

## Reparto
- Emilio Gaete
- Eliana Vidal
- Enrique Kaulen
- Fabio Zerpa
- María Castiglione
- Rubén Ubeira
- Julio Tapia
- Pelayo Vergara
- Héctor Duvauchelle
- María de la Luz Pérez
- Andrés Rojas Murphy
- María Elena Duvauchelle
- Mario Lorca
- Boris Alvarado
- René Degrieé
- Adrián Roca
- Esteban Cathalifaud
- Rubén Unda
- Gonzalo Olavarría
- Diego Jiménez
- Juan Muñoz
- Ángela Morel
- Martin Miranda
- Fernando Morales
- Martin Astorquiza
- Pancho Huerta
- Dora Barahona
- Guillermo Cruz
- Luis Latorre
- Diego Sandoval

## Comentarios
El sitio web CineChile opinó:

«Antecedente directo del Nuevo Cine Chileno, es considerada una de las películas más importantes de la cinematografía local. Influída claramente por el neorrealismo italiano, el filme toma como base de su historia la creencia popular del velatorio del angelito, el cual provoca el divagar del niño por Santiago, un Santiago caótico y lleno de diferencias sociales.»

Domingo Di Núbila dijo:

«Kaulen nos presentaun Chile auténtico, desconocido, interesante y por momentos fascinante.»

## Premios
- Premio Extraordinario del Jurado presidido por Cesare Zavattini, Festival Internacional de Cine de Karlovy Vary, Checoslovaquia, 1968